# ピアノのための変奏曲 (ヴェーベルン)
ピアノのための変奏曲 作品27は、アントン・ヴェーベルンが作曲した独奏ピアノのための変奏曲である。ヴェーベルン作品の中で、最も多く演奏されるピアノ曲である。

## 概要
ヴェーベルンは1903年頃から1904年にかけて約12曲のピアノ曲を作曲しているが、1906年以降はピアノ曲をほとんど作曲しなかった。このピアノのための変奏曲は、唯一作品番号が与えられたピアノ曲で、1936年にウィーン郊外のメートリンクで作曲され、1年の歳月をかけたという。
ヴェーベルンはピアニストのエドゥアルト・シュトイアーマンによる初演を想定していたが、彼が亡命していたために1937年9月27日にペーター・シュタドレンにより初演が行われた。

## 構成
全3楽章で、全体は唯一のセリー（音列）主題に基づいて十二音技法により厳格に構成されており、緩-急-緩の順で配列されている。演奏時間は約6分から7分。
第1楽章 きわめてほどよく、普通の速さで
54小節の楽章で、変形されたソナタ形式と見ることもできる。全曲の主題の音列（英語表記　E-F-C#-E♭-C-D-G#-A-B♭-F#-G-B）が提示され、右手と左手の2声によって主題と逆行形を同時に示し、鏡像構造をとる。鏡像的な処理はこの楽章中様々に応用されている。
第2楽章 きわめて急速に
わずか22小節の楽章で、前半後半より成る2部形式である。それぞれ反復され、スケルツォ的な性格を持つ。手法は2声の反行カノンによっている。
第3楽章 穏やかに流れるように
66小節の楽章で最も長大である。全体は6つの部分から構成される変奏曲である。第5変奏で鋭いクライマックスに達したのち、フェルマータを挟んで静かなコーダとなる。最後は弱奏で途切れるように終わる。